# Nico Santos (Schauspieler)
Nico Santos (* 7. April 1979 in Manila) ist ein philippinischer Schauspieler. Er wurde 2015 als Mateo Liwanag in der Serie Superstore bekannt. 

## Leben
Santos wurde 1979 in Manila auf den Philippinen geboren. Mit sechzehn Jahren zog er mit seiner Familie nach Gresham im amerikanischen Bundesstaat Oregon. Bereits auf der High-School kam Santos mit der Schauspielerei in Berührung. Nach seinem Schulabschluss begann er ein Studium in Schauspiel auf der Southern Oregon University.
Einige Zeit später zog Santos nach Los Angeles, um dort seine Stand-up-Karriere zu verfolgen. Ab 2012 war er regelmäßig in der Late-Night-Show Chelsea Lately zu Gast. Ab 2014 verlagerte er seinen Fokus wieder mehr auf seine Schauspielkarriere. Nach einem Vorsprechen wurde Santos 2015 für die NBC-Comedy-Fernsehserie Superstore als einer der Hauptdarsteller besetzt. Bis 2021 spielte er dort die Rolle des Mateo Liwanag. 2018 spielte er eine Nebenrolle in der Komödie Crazy Rich Asians. Im Juni 2022 wurde bekannt, dass Santos in Guardians of the Galaxy Vol. 3 eine Rolle übernehmen wird. Santos ist seit November 2023 mit seinem Partner Zeke Smith verheiratet.

## Filmografie (Auswahl)
- 2014: 2 Broke Girls (Fernsehserie, 2 Episoden)
- 2015: Der Kaufhaus Cop 2 (Paul Blart: Mall Cop 2)
- 2015–2021: Superstore (Fernsehserie)
- 2017: The Clapper
- 2018: Crazy Rich (Crazy Rich Asians)
- 2022: Tuca & Bertie (Fernsehserie, 2 Episoden)
- 2023: Guardians of the Galaxy Vol. 3
- 2023: Küssen und andere lebenswichtige Dinge (Happiness for Beginners)